# حامد حمدان البلوشی
حامد حمدان البلوشی (عربی: حامد حمدان البلوشي؛ زادهٔ ۲۱ مارس ۱۹۸۰) بازیکن فوتبال اهل عمان بود.
از باشگاه‌هایی که در آن بازی کرده‌است می‌توان به باشگاه ورزشی فنجاء اشاره کرد.
وی همچنین در تیم ملی فوتبال عمان بازی کرده‌است.